# Superpitcher
Superpitcher (* 1973; bürgerlich Aksel Schaufler) ist ein deutscher DJ und Produzent von elektronischer Musik.

## Leben
Er wuchs in Laichingen bei Ulm mit sieben Geschwistern auf. Nach eigenen Angaben war seine Mutter Mitglied in einer religiösen Sekte, die Film, Fernsehen und Pop für Teufelswerk hielt. 1994 begann er aufzulegen, eigene Musik zu produzieren und die Musik anderer zu remixen. Sein Schwerpunkt in dieser Zeit auf Hip-Hop, Dub und Reggae. Außerdem moderierte er eine Musiksendung im regionalen Radio. So kam es, dass er Skiz Fernando, Jr., den Gründer des New Yorker Hip-Hop-Labels WordSound, interviewte. Nach einem privaten Gespräch schickte er – damals unter den Namen Sir Positive – vier Tracks nach New York, die auf einem Sublabel von Wordsound veröffentlicht wurden – als erster Nicht-Amerikaner.
1996 zog er nach Köln, wo sein ohnehin vorhandenes Interesse an elektronischer Musik weiter verstärkt wurde. Er lernte Michael Mayer und Tobias Thomas vom Kompakt-Label kennen, die ihm anboten, bei Kompakt mitzuarbeiten. Die beiden organisierten seit 1998 jeden Freitag im Kölner Club Studio 672 die Total Confusion-Partyreihe, die mittlerweile nur noch monatlich im Kölner Bogen 2 stattfindet. Aksel Schaufler wurde dort unter den Namen Superpitcher Resident-DJ. Er fing an, eigene Tracks zu produzieren. Durch seine Produktionen wurde er international bekannt und ein begehrter Remixer. Er machte zwei erfolgreiche Tourneen durch USA und Japan. 2003 hörte er als Mitarbeiter bei Kompakt auf und fing an, sein erstes eigenes Album zu produzieren, das er 2004 unter dem Titel Here Comes Love veröffentlicht. Die CD, die unter anderem einen Gastauftritt der Moderatorin Charlotte Roche enthält (Gesang auf dem Track Träume), und für deren Backcover Wolfgang Tillmans eine Fotografie von Schaufler stiftet, bekam gute Kritiken. Mit seinem Projekt Supermayer (zusammen mit dem DJ, Produzenten und Kompakt-Mitinhaber Michael Mayer) veröffentlichte er im Herbst 2007 das Album Supermayer save the world, das von der Kritik ebenfalls sehr gut aufgenommen wurde.
Am 6. September 2010 erschien sein Album Kilimanjaro auf Kompakt.
Zusammen mit Rebolledo tritt er häufig als die 'Pachanga Boys' auf.

## Diskografie

### Alben
- Here Comes Love (2004)
- Today Mix-CD (2005)
- Kilimanjaro (2010)
- The Golden Ravedays (2017)

### Singles
- Softmachine / Let's Cruise (1999)
- Grounded / Dubbin' in a Smoky Room als Sir Positive
- Pure Luck als Sir Positive (2003)
- Heroin (2001)
- Yesterday (2002)
- Happiness (2004)
- We Love als Boy Schaufler mit Jürgen Paape (2007)

### Remixe
- Phantom/Ghost – Nothing Is Written
- Tocotronic – Hi Freaks
- Carsten Jost – Krokus
- The Mother Fuckin Allstars – The Difference It Makes